# 阿拉萨里瓜马
阿拉萨里瓜马是巴西圣保罗州的一个市镇。总面积146.331平方公里，总人口14280人，人口密度97.6人/平方公里。